# Diyar Mudar

Mapa de al-Jazira (Mesopotamia superior) con sus tres divisiones medievales: Diyar Mudar, Diyar Rabi'a y Diyar Bakr.

Diyār Mudar (ديار مضر) es el nombre árabe medieval de la más occidental de las tres provincias de al-Jazira (Alta Mesopotamia), siendo las otras dos Diyar Bakr y Diyar Rabi'a. Según al-Baladhuri, las tres provincias llevan el nombre de las principales tribus árabes que se establecieron allí por Mu'awiya I en el curso de las primeras conquistas musulmanas del siglo VII. Diyar Mudar fue colonizado por la tribu Mudar.
Diyar Mudar abarca la región en ambas orillas del curso medio del río Éufrates, desde el área de Samósata hasta la ciudad de Anah (Irak), e incluye el área del río Balij y el curso inferior del río Jabur. Sus ciudades principales eran Raqqa en el sur y Edessa (al-Ruha en árabe) en el norte, y otras ciudades importantes incluyeron Harrán y Saruj (actual Suruç).
Geográfica y políticamente, en los primeros tiempos islámicos, el Diyar Mudar solía ser parte de al-Jazira. A mediados del siglo X, la región quedó bajo el control de la dinastía Hamdánida, y bajo Sayf al-Dawla se separó de Jazira y los Hamdánidas de Mosul y se subordinó al Emirato de Alepo, con sede en el norte de Siria. En el mismo período, la región fue atacada por el resurgente Imperio Bizantino.
Después de la pérdida de control de los Hamdánidas, Diyar Mudar y sus ciudades quedaron bajo el control del Banu Numayr, con Waththab ibn Ja'bar al-Numayri convirtiéndose en gobernador autónomo de Harrán en 1002, mientras que Edessa fue conquistada por el Imperio Bizantino bajo Jorge Maniaces en 1032. A partir de entonces, la región se dividió en una parte septentrional gobernada principalmente por cristianos, sujeta a la colonización armenia, mientras que el área desde Harrán hasta el Éufrates fue dominada por tribus nómadas árabes.
Las incursiones selyúcidas comenzaron en los años 1060 y 1070, pero no fue hasta 1086 que el sultán selyúcida Malik Shah I anexionó la provincia bajo su control. El advenimiento de las Cruzadas restableció la división entre un norte cristiano (el condado de Edesa) y un sur musulmán, que duró hasta mediados del siglo XII. La dinastía ayubí obtuvo el control de la región bajo Saladino, y lo mantuvieron hasta la invasión mongol del Levante en 1260.